# عیرتنی بالشیب
عیرتنی بالشیب یک آهنگ از هنرمند عراقی ناظم الغزالی است که متن آن سروده خلیفه عباسی - یوسف المستنجد بالله است.

## متن آهنگ
| عیّرتنی بالشیب وهو وقار    |  | لیتها عیَّرت بما هو عار      |
| ان تکن شابت الذوائب منی   |  | فاللیالی تزیِّنها الأقمار    |
| دموعی بیوم فقد الولف لیلی |  | وردت عینی یمرها النوم لیله |
| تعیرنی عجب بالشیب لیلی    |  | واخیر اثنینّا نشیِّب سویه     |